# Ummidia
Ummidia (лат.) — род мигаломорфных пауков из семейства Halonoproctidae. Известно более 50 видов в Северной и Южной Америке, Средиземноморье и в Центральной Азии.

## Описание
Пауки среднего и крупного размера, длина 1—3 см. Ummidia можно отличить от всех других родов Halonoproctidae, кроме Conothele, по наличию дорсального, голого, седловидного углубления на голени III. От Bothriocyrtum, Cyclocosmia и Hebestatis род Ummidia можно также отличить по наличию булавовидных трихоботрий и отсутствию латеральной стернальной сигиллы. Головогрудь длиннее своей ширины, головная часть выше за глазами и наклонена кзади. Карапакс равномерно склеротизован, грубый/морщинистый у самцов, гладкий/блестящий у самок. Фовеа изогнутая и глубокая. По крайней мере, средние глаза на бугорке, диаметр глаз варьирует. Передний глазной ряд изогнут, задний — относительно прямой или слегка изогнутый или изогнутый. Карапакс сохранившихся экземпляров жёлтый, красноватый или тёмно-коричневый. Живые пауки обычно чёрные или очень тёмно-коричневые. Окраска брюшка обычно тёмно-серая, иногда с ярко-белым спинным пятном, бледной опалесценцией или светлыми пятнами на аподемах.
Стернум обычно примерно такой же ширины, как и длины. Отсутствует боковая сигилла, задняя сигилла крупная, центральная и нечёткая. Пальпальные эндиты и лабиум обычно с куспулами, размер и число куспул варьируют. Пальпальные эндиты длиннее ширины и без передней лопасти. Хелицеры бисериально зубчатые, хелицеральный растеллум обычно состоит из крупных шипов на бугорке. На брюшке две пары спиннерет. Задние срединные спиннеры короткие и несегментированные. Задние латеральные спиннеры относительно короткие и трёхсегментные, апикальный сегмент самый короткий и куполообразный. Самки с однолопастными сперматеками, которые слегка склеротизированы с апикальной луковицей. Самки без скопул, но пальпы, ноги I и II с многочисленными изогнутыми, шиповидными шипами латерально. Самцы со скопулами на ногах I и II, лапки цилиндрические и проксимально расширенные. Передние ноги с несколькими или многими заметными шипами на голенях, метатарзусах и тарзусах. Задние лапки более коренастые с сильными шипами. Голень III с дорсальным, голым, седловидным углублением. Лапки с сочетанием булавовидных и нитевидных трихоботрий, расположенных широкой полосой.
Ummidia строят норы с шелковой подкладкой, обычно с дверцами пробкового типа (Bond and Coyle 1995). Эти норы скрытны, их трудно найти, и они часто покрыты листовым опадом (Gertsch and Wallace 1936, Coyle 1981, Bond and Coyle 1995). Распространение с помощью ветра позволило Ummidia заселить отделённые на 1000 км от США острова Карибского бассейна, включая вулканические.

## Классификация и этимология
Известно более 50 видов. Род был впервые выделен в 1875 году шведским арахнологом Тамерланом Тореллем (1830—1901). Род Ummidia вместе с Latouchia Pocock, 1901 и Conothele Thorell, 1878 образует подсемейство Ummidiinae Ortiz, 2007 в составе семейства Halonoproctidae (ранее до 2018 года включался в Ctenizidae).
- Ummidia aedificatoria (Westwood, 1840)
- Ummidia algarve Decae, 2010
- Ummidia algeriana (Lucas, 1846)
- Ummidia anaya Godwin & Bond, 2021
- Ummidia armata (Ausserer, 1875)
- Ummidia asperula (Simon, 1889)
- Ummidia audouini (Lucas, 1836)
- Ummidia beatula (Gertsch & Mulaik, 1940)
- Ummidia brandicarlileae Godwin & Bond, 2021
- Ummidia carabivora (Atkinson, 1886)
- Ummidia carlosviquezi Godwin & Bond, 2021
- Ummidia cerrohoya Godwin & Bond, 2021
- Ummidia colemanae Godwin & Bond, 2021
- Ummidia cuicatec Godwin & Bond, 2021
- Ummidia erema (Chamberlin, 1925)[11]
- Ummidia ferghanensis (Kroneberg, 1875)
- Ummidia frankellerae Godwin & Bond, 2021
- Ummidia funerea (Gertsch, 1936)
- Ummidia gabrieli Godwin & Bond, 2021
- Ummidia gandjinoi (Andreeva, 1968)[12][13]
- Ummidia gertschi Godwin & Bond, 2021
- Ummidia gingoteague Godwin & Bond, 2021
- Ummidia glabra (Doleschall, 1871)
- Ummidia hondurena Godwin & Bond, 2021
- Ummidia huascazaloya Godwin & Bond, 2021
- Ummidia insularis Santos, Ortiz & Sánchez-Ruiz, 2022
- Ummidia macarthuri Godwin & Bond, 2021
- Ummidia matagalpa Godwin & Bond, 2021
- Ummidia mercedesburnsae Godwin & Bond, 2021
- Ummidia mischi Zonstein, 2014[14]
- Ummidia modesta (Banks, 1901)
- Ummidia neblina Godwin & Bond, 2021
- Ummidia neilgaimani Godwin & Bond, 2021
- Ummidia nidulans (Fabricius, 1787)
- Ummidia okefenokee Godwin & Bond, 2021
- Ummidia paulacushingae Godwin & Bond, 2021
- Ummidia pesiou Godwin & Bond, 2021
- Ummidia picea Thorell, 1875
- Ummidia pustulosa (Becker, 1879)
- Ummidia quepoa Godwin & Bond, 2021
- Ummidia quijichacaca Godwin & Bond, 2021
- Ummidia richmond Godwin & Bond, 2021
- Ummidia riverai Godwin & Bond, 2021
- Ummidia rodeo Godwin & Bond, 2021
- Ummidia rongodwini Godwin & Bond, 2021
- Ummidia rosillos Godwin & Bond, 2021
- Ummidia rugosa (Karsch, 1880)
- Ummidia salebrosa (Simon, 1892)
- Ummidia solana Echeverri, Gómez Torres, Pinel & Perafán, 2023[15]
- Ummidia sukuhpaya Cubas-Rodríguez, Brown & Sherwood, 2024[16]
- Ummidia tibacuy Godwin & Bond, 2021
- Ummidia timcotai Godwin & Bond, 2021
- Ummidia tunapuna Godwin & Bond, 2021
- Ummidia varablanca Godwin & Bond, 2021
- Ummidia waunekaae Godwin & Bond, 2021
- Ummidia yojoa Godwin & Bond, 2021
- Ummidia zebrina (F. O. Pickard-Cambridge, 1897)
- Ummidia zilchi Kraus, 1955

### Палеонтология
- † Ummidia damzeni Wunderlich, 2000 — балтийский янтарь[17]
- † Ummidia malinowskii Wunderlich, 2000

## Распространение
Род Ummidia широко распространён в юго-западном Средиземноморье (Южная Европа и Северная Африка), Центральной Азии и в Северной и Южной Америке от Огайо и Мэриленда на запад до Аризоны и на юг до Бразилии, включая Большие и Малые Антильские острова.